# Campeonato Baiano 1922
In 1922 werd het achttiende Campeonato Baiano gespeeld voor voetbalclubs uit de Braziliaanse staat Bahia. De competitie werd gespeeld van 3 maart tot 8 december en werd georganiseerd door de FBF. Botafogo werd kampioen. 

## Eindstand
| Plaats | Club             | Wed. | W  | G | V | Saldo | Ptn. |
| ------ | ---------------- | ---- | -- | - | - | ----- | ---- |
| 1.     | Botafogo         | 12   | 10 | 1 | 1 | 30:8  | 21   |
| 2.     | AAB              | 12   | 7  | 3 | 2 | 28:14 | 17   |
| 3.     | Bahiano de Tênis | 12   | 5  | 4 | 3 | 26:11 | 14   |
| 4.     | Ypiranga         | 12   | 7  | 0 | 5 | 26:28 | 14   |
| 5.     | Vitória          | 12   | 4  | 1 | 7 | 18:23 | 9    |
| 6.     | Santa Cruz       | 12   | 2  | 1 | 9 | 10:29 | 5    |
| 7.     | São Bento        | 12   | 1  | 2 | 9 | 11:36 | 4    |

|  | Kampioen |

## Kampioen
| Campeonato Baiano de 1922 |
| ------------------------- |
| BOTAFOGO 2º Titel         |